# Mihalis Koukoulakis
Mihalis Koukoulakis (Grieks: Μιχάλης Κουκουλάκης) (Iraklion, 25 juni 1975) is een Grieks voormalig voetbalscheidsrechter. Hij was in dienst van FIFA en UEFA tussen 2008 en 2015. Ook leidde hij van 2004 tot 2016 wedstrijden in de Super League.
Op 21 juni 2008 maakte Koukoulakis zijn debuut in Europees verband tijdens een wedstrijd tussen NK Čelik Zenica en FK Grbalj in de UEFA Intertoto Cup; het eindigde in 3–2 en de Griekse leidsman trok driemaal de gele kaart. Zijn eerste interland floot hij op 12 augustus 2009, toen Faeröer met 0–1 verloor van Frankrijk. Tijdens dit duel gaf Koukoulakis drie gele kaarten.

## Interlands
| Datum            | Plaats                 | Wedstrijd                    | Uitslag | Competitie           | Kreeg geel | Kreeg voor de tweede keer geel en dus rood | Weggestuurd |
| ---------------- | ---------------------- | ---------------------------- | ------- | -------------------- | ---------- | ------------------------------------------ | ----------- |
| 12 augustus 2009 | Tórshavn, Faeröer      | Faeröer – Frankrijk          | 0 – 1   | WK 2010 kwalificatie | 3          | 0                                          | 0           |
| 8 juni 2010      | Murcia, Spanje         | Spanje – Polen               | 6 – 0   | Vriendschappelijk    | 0          | 0                                          | 0           |
| 9 februari 2011  | Tirana, Albanië        | Albanië – Slovenië           | 1 – 2   | Vriendschappelijk    | 0          | 0                                          | 0           |
| 7 juni 2011      | Bakoe, Azerbeidzjan    | Azerbeidzjan – Duitsland     | 1 – 3   | EK 2012 kwalificatie | 2          | 0                                          | 0           |
| 7 oktober 2011   | Saint-Denis, Frankrijk | Frankrijk – Albanië          | 3 – 0   | EK 2012 kwalificatie | 7          | 0                                          | 0           |
| 11 november 2011 | Saint-Denis, Frankrijk | Frankrijk – Verenigde Staten | 1 – 0   | Vriendschappelijk    | 2          | 0                                          | 0           |
| 16 oktober 2012  | Kiev, Oekraïne         | Oekraïne – Montenegro        | 0 – 1   | WK 2014 kwalificatie | 9          | 0                                          | 0           |
| 15 oktober 2013  | Saint-Denis, Frankrijk | Frankrijk – Finland          | 3 – 0   | WK 2014 kwalificatie | 3          | 0                                          | 0           |
| 12 oktober 2014  | Vilnius, Litouwen      | Litouwen – Slovenië          | 0 – 2   | EK 2016 kwalificatie | 5          | 0                                          | 0           |
| 9 oktober 2015   | Chisinau, Moldavië     | Moldavië – Rusland           | 1 – 2   | EK 2016 kwalificatie | 3          | 0                                          | 0           |